# Vetek
Albums de Akosh S. Unit
Lenne
(2001) Kalòz 1
(2003)
Vetek est un album du groupe de jazz Akosh S. Unit, édité en 2003 par Universal Music. 
C'est le troisième opus de la trilogie free jazz Kebelen, Lenne et Vetek réalisée entre 2000 et 2003, du groupe mené par le hongrois Akosh S.. Vetek signifie en hongrois « je sème ».

## Les musiciens
- Akosh Szelevényi
- Joe Doherty
- Bernard Malandain
- Philippe Foch
- Mokhtar Choumane et Nicolas Guillemet sur le morceau Árnyak

## Les morceaux
1. Alkalom (7:03)
2. Mandala (11:17)
3. Patak (7:27)
4. Árnyak (5:33)
5. Harmat (0:25)
6. Árvíz (13:47)
7. Alkony (8:57)